# 伯尼亞薩鄉 (久爾久縣)
44°03′N 26°05′E / 44.050°N 26.083°E
伯尼亞薩鄉（羅馬尼亞語：Comuna Băneasa, Giurgiu），是羅馬尼亞的鄉份，位於該國南部，由久爾久縣負責管轄，面積111平方公里，海拔高度15米，2007年人口5,277，人口密度每平方公里48人。